# Works Everywhere Appliance

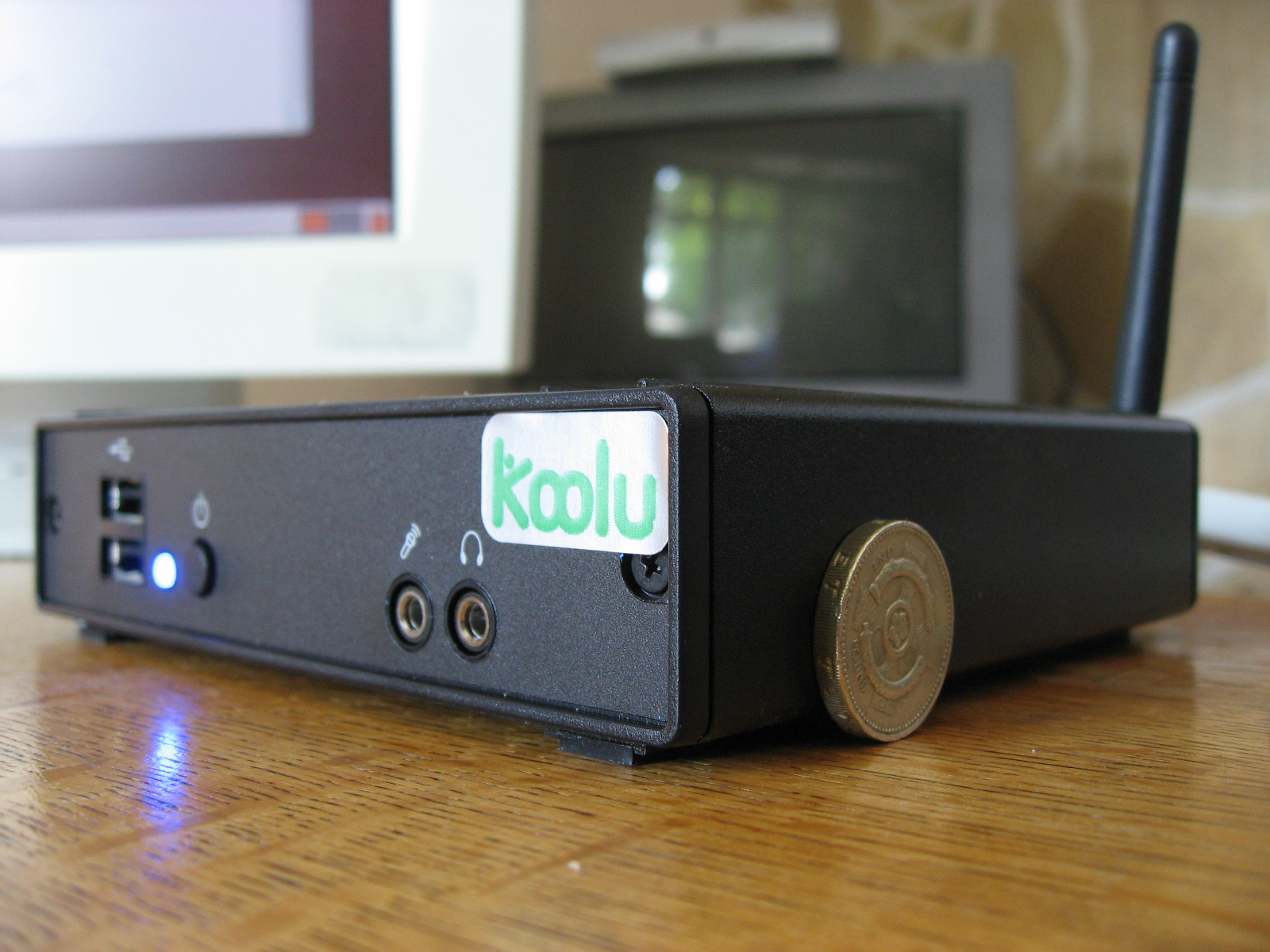
WE Apliance.

El Works Everywhere Appliance o WE Apliance (Aparato que trabaja en cualquier lado) es un muy pequeño computador (mini-PC) basado en Linux y manufacturado por Koolu. El utensilio está basado en el hardware del mini-PC ion A603 de la First International Computer (FIC) y viene precargado con Ubuntu.

## Características
- CPU: AMD Geode LX800
- RAM: 1 GiB
- Sistema operativo: Ubuntu Linux
- Video: VGA
- Audio: 1 micrófono, 1 altavoz interno de 1 W
- Red: Ethernet 100Base-T
- USB: 4 puertos USB 2.0
- Almacenamiento: 1 conector IDE de 2.5" (Hasta 80 GB)
- 1 Conector de seguridad Kensington
- Fuente de energía: DC In de 12 voltios
- Dimensiones: 1.5 x 13.5 x 3 cm